# Коста Сивчев
Коста Сивчев (Кикинда, 9. фебруар 1903 — Београд, 1. децембар 1982) био је пилот и конструктор авиона, ваздухопловнотехнички пуковник ЈНА.

## Биографија
Рођен је у Кикинди у трговачкој породици где је завршио основну школу, нижу и вишу гимназију 1922. године. Дипломирао је 20. октобра 1927. године на Техничком факултету у Београду. У току одслужења ђачког (војног) рока 1928. године, завршио је школу резервних војних пилота у Петроварадину и 1. јуна 1929. године добио звање дипломираног пилота, да би на крају војног рока био произведен у чин потпоручника. Постдипломске студије је завршио на универзитету у Цириху, Швајцарска.

### Радна биографија
Септембра месеца 1929. године изабран је на конкурсу Команде ваздухопловства за државног питомца и упућен на специјализацију у француске ваздухопловне фабрике. У Француској је од 1929. до 1931. године, радио у више ваздухопловних конструкционих бироа и упознао се са искуствима и начином рада у 11 најзначајнијих фабрика авиона, мотора и ваздухопловне опреме.
По повратку у земљу, ступио је на службу у Техничко одељење Команде ваздухопловства, а затим је од маја 1934. до новембра 1937. године, учествовао у оснивању и раду Ваздухопловне опитне групе (ВОГ), у Земуну, у којој је имао прилику да примени искуства стечена на специјализацији у Француској. У Опитној групи је поред послова везаних за техничке проблеме учествовао и као пилот у мање сложеним испитивањима појединих авиона и опреме. Од децембра 1937. до рата 1941. године, радио је опет у Команди ваздухопловства. Као члан неколико комисија за избор борбених авиона, које су обилазиле ваздухопловне фабрике и институте у Немачкој, био је у прилици да се у Фридрихсхафену међу првим странцима упозна са новим бомбардером Дорније До 17. Његов извештај је знатно допринео да се тај модерни бомбардер усвоји за наоружање југословенског ваздухопловства и производњу у земљи. У то време је више пута боравио и у Француској, Енглеској, Италији и Швајцарској, и тако стекао увид у најновија достигнућа ваздухопловне технике и наоружања тога времена. Марта 1934. године, положио је државни стручни испит за овлашћеног инжењера. Априла 1938. године, указом је постављен за активног ваздухопловног инжењера, са чином мајора.
Од 1932. године до Другог свјетског рата је био конструктор авиона у ЈКРВ. Са инжењером Љубомиром Илићем је у слободно време радио на конструкцији ловачких авиона ИК-Л1, ИК-2 и ИК-3. Са инжењерима Симом Милутиновићем, Рудолфом Физиром и Љубомиром Илићем и Адемом Бишчевићем је радио на конструкцији авиона ПВТ.
Као официр Југословенске војске, инж. К. Сивчев је заробљен у Априлском рату 17. априла 1941. године, код Требиња и одведен у логор №32 на обали језера Лаго ди Гарда у Италији. По капитулацији Италије пребегао је у Швајцарску, где је и поред тога што је био војни интернирац, посредством Међународног црвеног крста успео похађа наставу на постдипломским студијама при Ваздухопловно-техничкој групи Савезне техничке високе школе (  - ETH) у Цириху током два семестра 1944—1945.
По повратку из заробљеништва примљен је у ЈА (Југословнску Армију) и то прво у КРВ (Команда Ратног ваздухопловства), а 12. августа 1946. године, постао је први директор Ваздухопловнотехничког института у Земуну, који је касније премештен у Жарково – Беле воде. У том својству К. Сивчев је организовао спровођење конкурса за нове пројекте авиона који је пре тога расписала КРВ. Захваљујући великом искуству контролисао је и пружао помоћ конструкторским групама које су радиле на пројектима девет различитих прототипова авиона. По одласку инж. Љ. Илића из земље, К. Сивчеву је наложено да, као руководилац КГ (Конструкторска Група) бр. 1, настави рад на ловцу С-49А. Са инжењерима С. Зрнићем и С. Поповићем конструише авионе Икарус С-49А, Икарус С-49Ц, Икарус 211 и Икарус 213. На основу уредбе КРВ 1946. године, све су констукторске групе припојене Ваздухопловнотехничком институту, па је премештен и пуковник Коста Сивчев. У оквиру те нове позиције дао је велики допринос и при пројектовању првог домаћег серијског авиона, са млазним мотором, Г-2 Галеб.
Као ваздухопловнотехнички стручњак К. Сивчев је више година био члан Главне комисије за утврђивање удеса у цивилном ваздухопловству.
Коста Сивчев је заслужан и за збирку авиона Ваздухопловног музеја у Београду, наиме: „Након Другог светског рата, група инжењера, Коста Сивчев, Борис Цијан и Мирослав Спасић, који обнављају Ваздухопловни опитни центар на Старом београдском аеродрому, сакупља већи број авиона са намером да буду сачувани за будућу музејску збирку, али наређењем Команде ваздухопловства o расходу трофејних ваздухоплова велики део ових авиона је уништен. Ипак, неколико вредних авиона је сачувано како би употпунили предвиђену изложбу поводом десетогодишњице устанка против фашизма“.

### Пројекти авиона
- Рогожарски ПВТ – ловачки школски авион 1934. године, серијска производња,
- IK-2 - Ловачки авиона 1936. година, серијска производња,
- Рогожарски ИК-3 - Ловачки авиона 1938. година, серијска производња,
- Икарус ИК-5 - двомоторни ловац разарач, 1938-1940., прототип није завршен до почетка Априлског рата[3]
- Икарус С-49Ц - Ловачки авиона 1949. година, серијска производња,
- Г-2 Галеб - школски авион на млазни погон 1961. година.

## Признања
За свој дугогодишњи рад Коста Сивчев је добио следећа признања:
Одликован је одликовањима СФРЈ:
- Орденом заслуга за народ са сребрном звездом,
- Орденом рада 2. реда и
- Орденом велике звијезде са великом звездом.

## Галерија
- Школски прелазни Рогожарски ПВТ-Х1
- Ловачки авион ИК-2
- Ловачки авион Рогожарски ИК-3
- Ловачки авион Икарус С-49Ц.
- Вишенаменски борбени авион Галеб Г-2